# ジャン・ポール・マルティーニ
ジャン・ポール・エジード・マルティーニ（Jean Paul Egide Martini, 1741年8月31日 - 1816年2月14日 パリ）は、ドイツのフライシュタット出身のフランスの作曲家。本名はヨハン・パウル・エギディウス・シュヴァルツェンドルフ（Johann Paul Ägidius Schwartzendorf）。姓については「マルティン (Martin) 」とする説もある。
6歳の時に両親と死別。父親アンドレアス・マルティン（Andreas Martin）とバルバラ夫人は、それぞれ学校教師とオルガニストであった。さしあたってイエズス会の神学校に通いながら、早くも11歳でオルガニストとして働いていた。その後は哲学の勉強のためにフライブルク・イム・ブライスガウに行くものの、むしろ音楽に親しみを感ずるようになり、やがて怠業気味となる。1760年にロレーヌのナンシーに行き、イタリア語で「マルティーニ・イル・テデスコ」（Martini il Tedesco、ドイツ人マルティーニ）と名乗るようになる。1764年にマルグリット・カムロ（Marguerite Camelot）と結婚。マルグリット夫人もオルガニストの家系の出であった。
パリに移住してから、とりわけオペラと行進曲の作曲家として、最大の成功が舞い込んだ。1788年に宮廷楽長（Surintendant de la musique du roi）として宗教曲にかかわる宮廷音楽家に、またパリで最も重要な劇場の監督に任命される。だが、フランス革命の勃発によって地位を失い、不安なまま至急リヨンに避難する。1796年にパリ音楽院に採用されるが、パリで作曲家として成功できず、1802年に再び解雇される。その後は再び教会音楽に献身した。すでに70代の峠を越えていたが、1814年のブルボン家の王政復古まで生き延び、再び宮廷楽長に任命された。最後に『ルイ16世のためのレクイエム』を作曲したが、この作品はマルティーニ自身の死の3週間前に初演された。セーヌ＝サン＝ドニ県にて死去。ペール・ラシェーズ墓地に埋葬された。

## 作品
代表作はフランス語の歌曲『愛の喜びは』（Plaisir d'Amour、ジャン・ピエール・クラリス作詞）であり、これは時にイタリア語の歌詞でも歌われる。日本では好んで結婚式のBGMにも使われるが、歌詞の大意は「愛の喜びは長続きしない。愛の苦しみだけが長続きする。僕のつれないシルヴィアは……」というもので、恋愛賛美の内容ではなく、不実な恋人についての愚痴である。
このほかに、『15歳の恋人もしくは2つの祭』（L'amoureux de quinze ans ou La double fête）『君主の義務』（Le Droit du Seigneur）などの作品のほか、吹奏楽のための一連の革命讃歌『共和政讃歌』（Hymne pour le Republique）『9月22日の讃歌』（Hymne pour le festival le 22. semptembre）も手掛けた。